# Volksbühne
Volksbühne ist eine historische Bezeichnung für  Theater- oder Kulturvereine, die ihren Mitgliedern Veranstaltungsbesuche zu ermäßigten Preisen ermöglichten. Danach wurden einige Theater benannt. Gegenwärtig vermitteln diese Vereine  Eintrittskarten meist für ein breites kulturelles Veranstaltungsangebot.

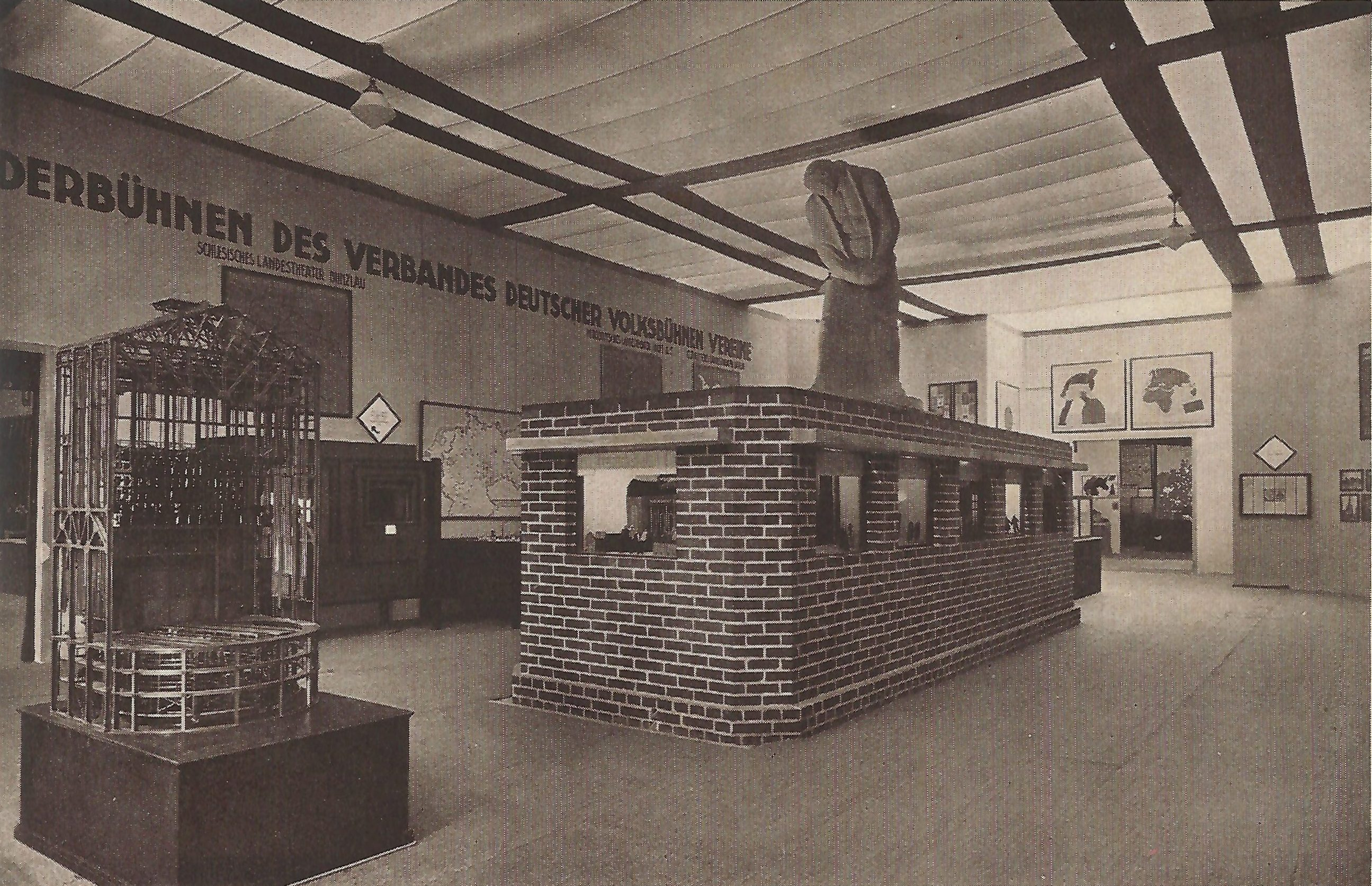
Ausstellung des Verbandes Deutscher Volksbühnen-Vereine auf der Deutschen Theaterausstellung 1927 in Magdeburg

## Geschichte

### Vorgänger
Volksbühnen waren in Österreich im 18. und 19. Jahrhundert 19. Jahrhundert Volkstheater mit Vorstellungen für ein breites Publikum, meist mit Unterhaltungsstücken.
1889 gründete sich der Verein Freie Bühne in Berlin, der seinen Mitgliedern moderne kritische Theaterstücke zeigen wollte, die nach den deutschen Zensurgesetzen nur in geschlossenen Veranstaltungen gezeigt werden durften.

### Volksbühnenvereine 1890–1918
1890 wurde ein Verein Freie Volksbühne in Berlin gegründet. Diese wollte einfachen Bevölkerungsschichten, wie Arbeitern, kleinen Angestellten usw. Theaterbesuche zu niedrigen Eintrittspreisen ermöglichen und so das bis dahin vom Bürgertum gehaltene Bildungsmonopol durchbrechen.
Die Sitzplätze für die Vorstellungen wurden jeweils ausgelost. Gezeigt wurden sozialkritische Theaterstücke, zum Beispiel von Gerhart Hauptmann, die so nur in geschlossenen Veranstaltungen gezeigt werden durften. Der Verein stand unter starkem parteipolitischem Einfluss der SPD unter August Bebel. Deshalb spaltete sich 1892 der Verein Neue Freie Volksbühne ab, der parteiunabhängig agierte und bald höhere Mitgliederzahlen hatte. In Wien wurde 1906 ein Verein Freie Volksbühne gegründet. Dieser verteilte die Sitzplätze nach einem mathematischen System, um eine größere Verteilungsgerechtigkeit zu erzielen.
1917 wurde in Berlin ein eigenes großes Theater der Volksbühne am Bühlowplatz (jetzt Rosa-Luxemburg-Platz) eröffnet.

### Volksbühnenvereine 1919–1933
Seit 1919 wurden die Bedingungen für die Volksbühnenbewegung erheblich leichter. 1920 wurde ein Verband der deutschen Volksbühnen-Vereine gegründet, der bald über 300 Mitgliedsvereine zählte. Dort wurden zahlreiche Theaterstücke vor allem von modernen gesellschaftskritischen Autoren, aber auch von klassischen Dichtern gezeigt. Es wurde eine Zeitschrift Die Volksbühne herausgegeben.
Durch die Inflationszeit 1922/23 wurden die Verbände erheblich belastet, einige mussten sich auflösen. Seit 1924 gab es einen Volksbühnen-Verlag, der Theaterstücke von modernen und klassischen Autoren verbreitete.
In dieser Zeit wurden einige städtische Theater von Volksbühnenvereinen geführt, sowie einige Landestheater betrieben, die als Wanderbühnen in vielen kleineren Orten auftraten.
Durch die Weltwirtschaftskrise 1930/31 kam es wieder zu wirtschaftlichen Belastungen. In dieser Zeit wurden vermehrt mittlere Bevölkerungsschichten wie Angestellte, kleine Unternehmer usw., Mitglieder, da sie sich nur noch so Theaterbesuche leisten konnten. Dieses führte zu einigen Spannungen bezüglich des traditionell meist linken Theaterrepertoires.
Anfang 1933 gab es wieder etwa 250 Mitgliedsvereine.
In diesem Jahr wurde der Verband der Volksbühnen-Vereine aufgelöst, einige Vereine hörten auf zu bestehen, andere wurden dem Reichsbund Deutsche Bühne eingegliedert.

### Volksbühnenvereine 1946–2010
Ab 1946 gründeten sich vielerorts die Volksbühnenvereine neu. 1948 wurde ein Bund deutscher Volksbühnen neu gegründet, wahrscheinlich mit Vertretern aus allen vier Besatzungszonen. In der DDR spaltete sich bald die Volksbühne Berlin ab, die seitdem eigenständig agierte.
Einige Vereine betrieben ein eigenes Theater, wie die Freie Volksbühne in West-Berlin, andere organisierten Vorstellungen in städtischen Theatern. Diese waren dann oftmals die einzigen mit einem vollen Theatersaal.
In den 1960er Jahren gab es wieder etwa 100 Volksbühnenvereine in der Bundesrepublik. Es gab auch Jugendgruppen, darunter die Jugendkulturringe, die ein junges Publikum an das Theater heranführen wollten.
In den folgenden Jahrzehnten nahm die Bedeutung ab, da normale Theater auch vermehrt verbilligte Eintrittskarten anboten. Außerdem gab es mehr andere Kulturangebote sowie eine allgemein verminderte Bedeutung der Theater durch Fernsehen und Internet.

### Kulturveranstaltungsvermittler seit etwa 2010
Seit etwa 2010 wandelten sich viele Volksbühnenvereine zu Kulturvermittlern, die ein breites Angebot an Kulturveranstaltungen ihren Mitgliedern anbieten. Einige änderten auch ihre Namen. Die Dachorganisation heißt jetzt Bund deutscher Volksbühnen. 2025 wurde der mit 5000 Euro dotierte Volksbühnenpreis für Theaterliteratur zum ersten Mal an Sunan Gu vergeben.

## Volksbühnen (Auswahl)

### Volksbühnenbewegung
Zur Volksbühnenbewegung gehörten in den 1920er Jahren etwa 300 Vereine, die Theaterbesuche für alle zu niedrigen Eintrittspreisen möglich machen wollten.
- Freie Volksbühne Berlin, 1890 gegründet, als erste mit diesem Prinzip, baute 1914–1917 das Theater der Volksbühne Berlin,
- Neue Freie Volksbühne Berlin, 1892 als Abspaltung gegründet, mit mehr Mitgliedern, 1919 wiedervereinigt
- Wiener Freie Volksbühne, 1906 gegründet als erste in Österreich, 1915 wegen mangelndem Erfolg als Verein aufgelöst
- Verein Volksbühne Königsberg, 1910 gegründet am Stadttheater, übernahm dieses 1921 als Eigentümer, wahrscheinlich bis 1924[4]
- Hamburger Volksbühne, 1919 gegründet, jetzt Besucherorganisation
- Düsseldorfer Volksbühne, 1921 gegründet
- Kölner Volksbühne, 1922 gegründet
- Stuttgarter Volksbühne, 1924 gegründet, jetzt Kulturgemeinschaft Stuttgart.
- Breslauer Volksbühne, um 1924 gegründet
- Landestheater für Ost- und Westpreußen, 1927 gegründet als Verein, der ein kleines Tournee-Ensemble unterhielt, das in etwa 30 Orten in Ostpreußen Gastspiele gab, wahrscheinlich mit jährlich wechselnden Schauspielern und Leitern, gehörte dem Verband der deutschen Volksbühnen-Vereine, 1932 aufgelöst

### Weitere Volksbühnen
Einige Laientheater bezeichneten sich ebenfalls als Volksbühne, sie standen aber wahrscheinlich nicht in Beziehung zu der Besucherorganisation. 
Nach 1933 wurden einige weitere Laiengruppen mit ursprünglich anderen Namen auf Anordnung in Volksbühne umbenannt.
Nach 1945 entstanden weitere Theater mit diesem Namen, die ebenfalls nicht mit der historischen Volksbühnenbewegung in Beziehung standen.
- National Yiddish Theatre Folksbiene in New York, 1915 als jiddisches Laientheater gegründet, besteht bis in die Gegenwart
- Jüdische Volksbühne Wien, 1919–1922

- Volksbühne Zürich, Laientheater, 1931 gegründet[5]
- Freie Volksbühne Danzig, möglicherweise erst ab 1938 mit diesem Namen
- Volksbühne Bochum, 1938 diesen Namen erhalten, vorher Dramatischer Verein Hindenburg (1917), Dramatischer Verein Kornblume (1919)
- Volksbühne Friedberg, Hessen (1958)
- N.N. Theater Neue Volksbühne Köln e. V., 1987 gegründet[6]
- Volksbühne am Rudolfplatz, 2015  gegründet, Kölner Theater- und Veranstaltungshaus[7]

## Weitere Theatervereine
1919 entstand der Bühnenvolksbund auf christlicher Grundlage. 1939 wurde er aufgelöst. 1948 wurde er als Bund der Theatergemeinden in Bonn wiedergegründet.
Es existieren auch weitere Theatergemeinden in einigen Städten, die sich zum Grundgedanken der Volksbühnenbewegung bekennen und ihren Mitgliedern Karten zu sozialverträglichen Preisen anbieten.